# Chile en los Juegos Olímpicos de Melbourne 1956
La participación de Chile en los Juegos Olímpicos de Melbourne 1956 celebrada en Melbourne, Australia, fue la novena actuación olímpica de ese país y la cuarta oficialmente organizada por el Comité Olímpico de Chile (COCh). La delegación chilena estuvo compuesta de 33 deportistas —31 hombres y 2 mujeres— que compitieron en 22 eventos en 8 deportes. La abanderada fue Marlene Ahrens.

## Participación
Desde 1896, fecha de inicio de los Juegos Olímpicos de la Era Moderna, Chile ha tenido presencia en la mayoría de ellos. Sin embargo, la suma de medallas era escasa. Del total de 9, aparecen 3 de bronce y 6 de plata. Una de estas pertenece a la jabalinista Marlene Ahrens con su lanzamiento de 50,38 metros el 28 de noviembre de 1956 para clasificarse subcampeona olímpica. En el boxeo, Ramón Tapia fue segundo en los pesos medianos, Claudio Barrientos ganó bronce en la categoría gallo y Carlos Lucas subió al tercer lugar del podio en los medio pesados.

### Medallas
| Medalla           | Nombre             | Deporte   | Evento                            |
| ----------------- | ------------------ | --------- | --------------------------------- |
| Medalla de plata  | Marlene Ahrens     | Atletismo | Lanzamiento de jabalina femenino  |
| Medalla de plata  | Ramón Tapia        | Boxeo     | Peso medio (75 kg) masculino      |
| Medalla de bronce | Claudio Barrientos | Boxeo     | Peso gallo (54 kg) masculino      |
| Medalla de bronce | Carlos Lucas       | Boxeo     | Peso semipesado (81 kg) masculino |

## Desempeño

### Atletismo
800 metros masculino
| Deportista         | Edad | Evento               | Posición  |
| ------------------ | ---- | -------------------- | --------- |
| Ramón Sandoval     | 25   | 800 metros masculino | 4 h5 r1/3 |
| Eduardo Fontecilla | 27   | 800 metros masculino | 5 h3 r1/3 |

1500 metros masculino
| Deportista         | Edad | Evento                | Posición   |
| ------------------ | ---- | --------------------- | ---------- |
| Ramón Sandoval     | 25   | 1500 metros masculino | 10 h2 r1/2 |
| Eduardo Fontecilla | 27   | 1500 metros masculino | 10 h3 r1/2 |

Maratón masculino
| Deportista         | Edad | Evento            | Posición |
| ------------------ | ---- | ----------------- | -------- |
| Eduardo Fontecilla | 27   | Maratón masculino | AC       |
| Juan Silva         | 26   | Maratón masculino | AC       |

3000 metros con obstáculos masculino
| Deportista         | Edad | Evento                               | Posición   |
| ------------------ | ---- | ------------------------------------ | ---------- |
| Eduardo Fontecilla | 27   | 3000 metros con obstáculos masculino | AC h2 r1/2 |

Lanzamiento de disco masculino
| Deportista    | Edad | Evento                         | Posición |
| ------------- | ---- | ------------------------------ | -------- |
| Hernán Haddad | 28   | Lanzamiento de disco masculino | 16°      |

Lanzamiento de martillo masculino
| Deportista     | Edad | Evento                            | Posición |
| -------------- | ---- | --------------------------------- | -------- |
| Alejandro Díaz | 36   | Lanzamiento de martillo masculino | 18°      |

Lanzamiento de jabalina femenino
| Deportista     | Edad | Evento                           | Posición | Medalla          |
| -------------- | ---- | -------------------------------- | -------- | ---------------- |
| Marlene Ahrens | 23   | Lanzamiento de jabalina femenino | 2°       | Medalla de plata |

### Baloncesto
Torneo masculino
| Deportista              | Edad | Evento           | Posición |
| ----------------------- | ---- | ---------------- | -------- |
| Hernán Raffo            | 27   | Torneo masculino | 8°       |
| Juan Ostoic             | 25   | Torneo masculino | 8°       |
| Luis Salvadores         | 24   | Torneo masculino | 8°       |
| Maximiliano Garafulic   | 18   | Torneo masculino | 8°       |
| Orlando Etcheberrigaray | -    | Torneo masculino | 8°       |
| Orlando Silva           | 27   | Torneo masculino | 8°       |
| Pedro Araya             | 31   | Torneo masculino | 8°       |
| Raúl Urra               | -    | Torneo masculino | 8°       |
| Rolando Etchepare       | -    | Torneo masculino | 8°       |
| Rufino Bernedo          | 29   | Torneo masculino | 8°       |
| Víctor Mahana           | 34   | Torneo masculino | 8°       |

### Boxeo
Peso gallo (54 kg) masculino
| Deportista         | Edad | Evento                       | Posición | Medalla           |
| ------------------ | ---- | ---------------------------- | -------- | ----------------- |
| Claudio Barrientos | 21   | Peso gallo (54 kg) masculino | 3°       | Medalla de bronce |

Peso medio (75 kg) masculino
| Deportista  | Edad | Evento                       | Posición | Medalla          |
| ----------- | ---- | ---------------------------- | -------- | ---------------- |
| Ramón Tapia | 24   | Peso medio (75 kg) masculino | 2°       | Medalla de plata |

Peso semipesado (81 kg) masculino
| Deportista   | Edad | Evento                            | Posición | Medalla           |
| ------------ | ---- | --------------------------------- | -------- | ----------------- |
| Carlos Lucas | 26   | Peso semipesado (81 kg) masculino | 3°       | Medalla de bronce |

### Ciclismo
Ciclismo en ruta masculino
| Deportista | Edad | Evento                     | Posición |
| ---------- | ---- | -------------------------- | -------- |
| Juan Pérez | -    | Ciclismo en ruta masculino | 21°      |

Sprint masculino
| Deportista     | Edad | Evento           | Posición  |
| -------------- | ---- | ---------------- | --------- |
| Hernán Masanés | 25   | Sprint masculino | 2 h4 r2/5 |

1000 metros contrarreloj masculino
| Deportista     | Edad | Evento                             | Posición |
| -------------- | ---- | ---------------------------------- | -------- |
| Hernán Masanés | 25   | 1000 metros contrarreloj masculino | 14°      |

### Pentatlón moderno
Individual masculino
| Deportista              | Edad | Evento               | Posición |
| ----------------------- | ---- | -------------------- | -------- |
| Gerardo Cortés Rencoret | -    | Individual masculino | 18°      |
| Nilo Floody             | 35   | Individual masculino | 24°      |
| Héctor Carmona          | 31   | Individual masculino | AC       |

Equipo masculino
| Deportista              | Edad | Evento           | Posición |
| ----------------------- | ---- | ---------------- | -------- |
| Héctor Carmona          | 31   | Equipo masculino | AC       |
| Gerardo Cortés Rencoret | -    | Equipo masculino | AC       |
| Nilo Floody             | 35   | Equipo masculino | AC       |

### Remo
Por pareja masculino
| Deportista      | Edad | Evento               | Posición  |
| --------------- | ---- | -------------------- | --------- |
| Juan Carmona    | -    | Por pareja masculino | 4 h2 r3/4 |
| Jorge Contreras | -    | Por pareja masculino | 4 h2 r3/4 |
| Eusebio Ojeda   | -    | Por pareja masculino | 4 h2 r3/4 |

### Saltos
Trampolín 3 metros masculino
| Deportista   | Edad | Evento                       | Posición |
| ------------ | ---- | ---------------------------- | -------- |
| Günther Mund | -    | Trampolín 3 metros masculino | 7°       |

Plataforma 10 metros masculino
| Deportista   | Edad | Evento                         | Posición |
| ------------ | ---- | ------------------------------ | -------- |
| Günther Mund | -    | Plataforma 10 metros masculino | 19°      |

Trampolín 3 metros femenino
| Deportista | Edad | Evento                      | Posición |
| ---------- | ---- | --------------------------- | -------- |
| Lilo Mund  | -    | Trampolín 3 metros femenino | AC       |

### Tiro
Pistola rápida 25 metros mixto
| Deportista     | Edad | Evento                         | Posición |
| -------------- | ---- | ------------------------------ | -------- |
| Eliazar Guzmán | -    | Pistola rápida 25 metros mixto | 29°      |
| Ignacio Cruzat | -    | Pistola rápida 25 metros mixto | 33°      |

Pistola libre 50 metros mixto
| Deportista      | Edad | Evento                        | Posición |
| --------------- | ---- | ----------------------------- | -------- |
| Ignacio Cruzat  | -    | Pistola libre 50 metros mixto | 19°      |
| Rigoberto Fontt | -    | Pistola libre 50 metros mixto | 21°      |